# Поллі Голлідей
Поллі Голлідей (англ. Polly Holliday, нар. 2 липня 1937) — американська акторка і комедіантка. Досягла найбільшої популярності за роль офіціантки Фло в комедійному телесеріалі «Еліс», за яку виграла дві премії «Золотий глобус», а також по шоу — «Фло». Також відома за ролями у фільмах «Вся президентська рать», «Гремліни», «Місяць над парадори», «Місіс Даутфайр», «Пастка для батьків», «Бунтарка», «Дівчина моїх кошмарів» і «Гра без правил».

## Вибрана фільмографія
- 1976 — Вся президентська рать